# Serosidad
Líquido que segregan ciertas membranas en estado normal y que puede formar hidropesías cuando se acumula debido a alguna enfermedad.
Humor que se junta en las ampollas de la epidermis formadas por quemaduras, cáusticos o ventosas.